# Роберт Лангдон
Роберт Лангдон је измишљени професор верске иконологије и симболике Харвардског Универзитета. Лик је измислио амерички писац Ден Браун и по први пут га спомиње у свом роману Анђели и демони објављеног 2000. године. Три године касније професор се налази у улози главног јунака Да Винчијевог кода, контрoверзног романа који се убраја у најпродаваније књиге свих времена. Године 2009. Роберт тумачи разоткривача Изгубљеног симбола.
У филмској адаптацији Да Винчијевог кода из 2006. године, лик професора Лангдона тумачи глумац Том Хенкс који се потом 2009. појављује у екранизацији Анђела и демона и 2016. у екранизацији Инферна. У екранизацији романа Изгубљени симбол 2021. године, лик Роберта Лангдона тумачи Аустралијански глумац Ешли Цукерман.

## Развој лика
Професора Лангдона креирао је Ден Браун додавши му неколико сопствених аутобиографских елемената. Тако се датум Робертовог рађања (22. јун 1964) поклапа са даном када је рођен Браун. Обојица су „похађали“ исту школу, Амхерст колеџ и академију Филипс Ексетер. И сам Ден је изјавио да је Роберт човека какав би и он сам волео да буде. Особине доброг тумача симбола Роберт добија од Џона Лангдона, америчког писца и доброг пријатеља Дена Брауна.